# Izvoarele, Hunedoara
Izvoarele este un sat în comuna Teliucu Inferior din județul Hunedoara, Transilvania, România.

## Imagini

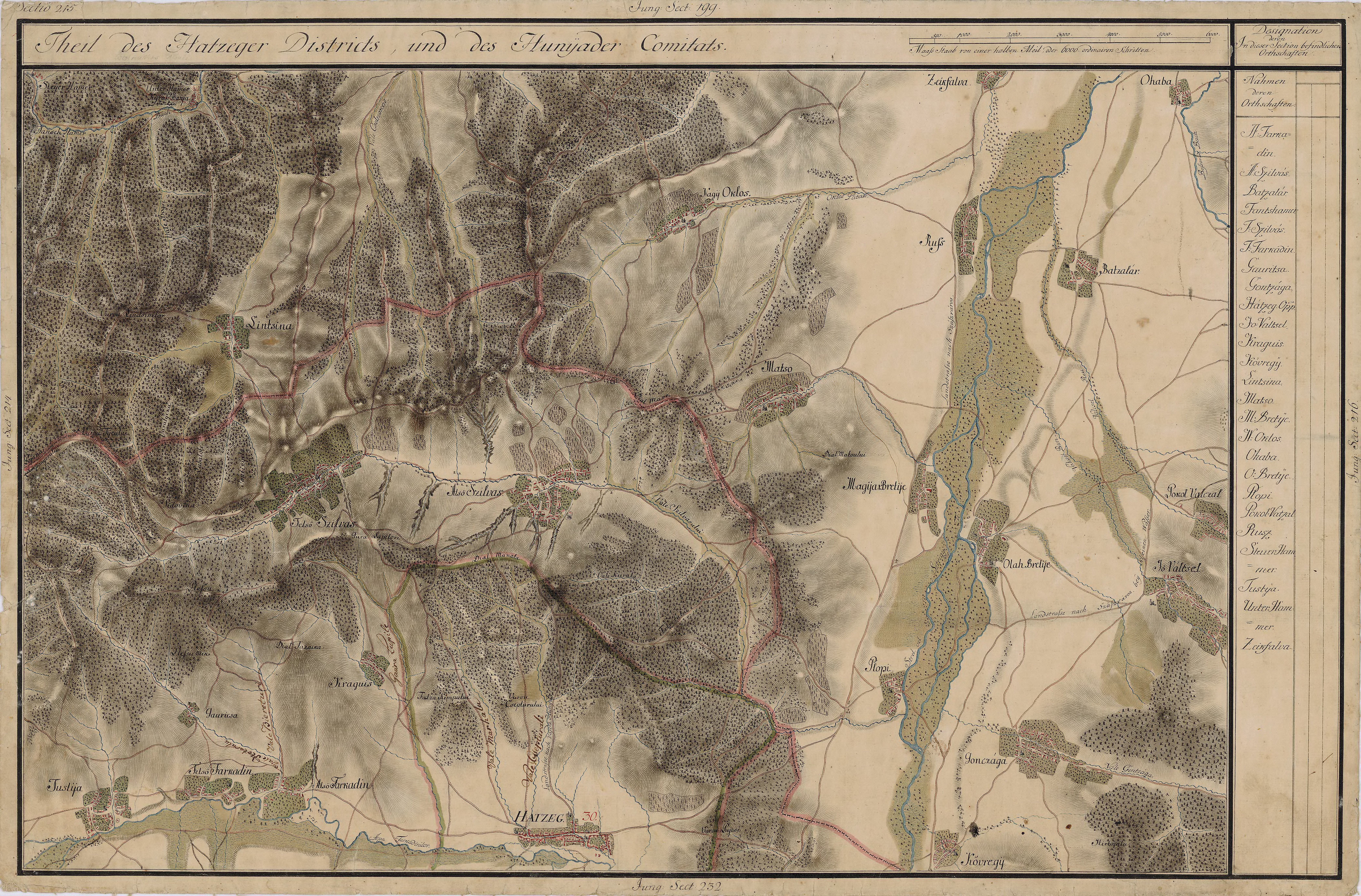
Izvoarele în Harta Iosefină a Transilvaniei, 1769-1773